# Drogi Zaufania
Drogi Zaufania – program ochrony życia ludzi na drogach. Został przygotowany na zlecenie Ministerstwa Transportu przez Generalną Dyrekcję Dróg Krajowych i Autostrad.
Program dofinansowany w latach 2010–2014 ze środków Europejskiego Funduszu Rozwoju Regionalnego w ramach Programu Infrastruktura i Środowisko w ramach działania 8.1 Bezpieczeństwo Ruchu Drogowego, Program Ochrona i Środowisko.
Pierwsze działania w ramach tego programu rozpoczęły się latem 2007 na krajowej ósemce. Na tej drodze prowadzono prace inżynieryjne, edukacyjne i informacyjne. Od roku 2008 programem zostało objętych osiem innych dróg (od jedynki do dziewiątki). W roku 2009 objęto programem Drogi Zaufania 88 następnych dróg krajowych. Program zakończył działanie w 2015 roku, najnowsze wpisy na stronie internetowej projektu pochodzą z końca 2014 roku.

## Drogi w programie
- Droga krajowa nr 1 – ma 636 km długości i przebiega południkowo z północy na południe Polski. Trasa biegnie bowiem z Gdańska do granicy w Cieszynie. Przebiega przez obszar województw: pomorskiego, kujawsko-pomorskiego, łódzkiego i śląskiego. Aż w czterech miejscach przecina Wisłę. Na odcinku Piotrków Trybunalski – Helsinki stanowi fragment tzw. Gierkówki.

Ważniejsze miejscowości leżące na trasie Jedynki: Gdańsk, Tczew, Świecie, Chełmno, Chełmża, Toruń, Włocławek, Łęczyca, Zgierz, Łódź, Rzgów, Piotrków Trybunalski, Radomsko, Częstochowa, Dąbrowa Górnicza, Sosnowiec, Jaworzno, Mysłowice, Pszczyna, Tychy, Czechowice-Dziedzice, Bielsko-Biała i Cieszyn.
Droga krajowa nr 1 jest polską częścią międzynarodowego szlaku komunikacyjnego E75 łączącego Skandynawię z Bałkanami w linii Vardø – Helsinki – Gdańsk – Łódź – Katowice – Bratysława – Budapeszt – Belgrad – Ateny – Sitia
| Czarlin-Subkowy                         | Subkowy                                                             | Szprudnowo-Gniew | Chełmno                                   | Wiąg                                                 | Jeżów                                                      |
| --------------------------------------- | ------------------------------------------------------------------- | --- | ----------------------------------------- | ---------------------------------------------------- | ---------------------------------------------------------- |
| przebudowa zatok i dojść do przestanków | budowa lewoskrętów i chodników, oświetlenie, uporządkowanie zjazdów | budowa zatok autobusowych | budowa sygnalizacji świetlnej             | przebudowa skrzyżowania                              | budowa sygnalizacji świetlnej, likwidacja przewiązek       |
| Topola Królewska                        | Zgierz                                                              | Czechowice | Nowa Wieś                                 | Siewierz                                             | Wojkowice Kościelne                                        |
| przebudowa skrzyżowania                 | budowa sygnalizacji świetlnej                                       | modernizacja sygnalizacji świetlnej (przy ul. Węglowej, Ligockiej i Legionów), przebudowa skrzyżowań (w tym budowa sygnalizacji świetlnej wraz z wprowadzenie monitoringu i rejestracji zdarzeń, a także montaż urządzenia do pomiaru prędkości na skrzyżowaniu z ul. Lipowską) | montaż oświetlenia przejścia dla pieszych | budowa kładki lub podziemnego przejścia dla pieszych | budowa sygnalizacji świetlnej na przejściu przy ul. Karsów |

Ponadto na długości całej drogi w woj. łódzkim powstanie ok. 2 km chodników.
Ponadto na długości całej drogi w woj. śląskim powstanie lub zmodernizowanych zostanie kilkanaście kilometrów barier energochłonnych.
- Droga krajowa nr 2 – ma 674 km długości i przebiega równoleżnikowo z zachodu na wschód Polski. Trasa biegnie od granicy w Świecku do polsko-białoruskiego przejścia granicznego w Terespolu. Przebiega przez obszar województw: lubuskiego, wielkopolskiego, łódzkiego, mazowieckiego i lubelskiego. Na odcinku Świecko-Konotopa ma status autostrady o numerze A2.

Ważniejsze miejscowości leżące na trasie Dwójki: Świecko, Świebodzin, Nowy Tomyśl, Poznań, Września, Konin, Koło, Kutno, Łowicz, Sochaczew, Warszawa, Mińsk Mazowiecki, Siedlce, Biała Podlaska i Terespol.
Droga krajowa nr 2 jest polską częścią międzynarodowego szlaku komunikacyjnego E30, łączącego Wyspy Brytyjskie z daleką Rosją i biegnącego przez dziewięć państw: Irlandię, Wielką Brytanię, Holandię, Niemcy, Polskę, Białoruś, Rosję.
| Koryta            | Lutol Suchy                                        | Pniów             | Torzym                                                | Trzciel                                | Województwo Wielkopolskie | Kutno                                                    | Piwki                         |
| ----------------- | -------------------------------------------------- | ----------------- | ----------------------------------------------------- | -------------------------------------- | --- | -------------------------------------------------------- | ----------------------------- |
| uspokojenie ruchu | uspokojenie ruchu                                  | uspokojenie ruchu | uspokojenie ruchu                                     | poprawa bezpieczeństwa ruchu drogowego | na całym odcinku dwójki w województwie wielkopolskim zaplanowano budowę trzech azyli dla pieszych oraz 14 wysp na skrzyżowaniach. Odświeżona zostanie też linia ciągła krawędziowa przy poboczach, rozstawionych zostanie 28 kompletów znaków aktywnych, powstanie 260 metrów barier ochronnych przy chodnikach. Na poboczu staną cztery fotoradary. Prace zaplanowano również w Kłodawie, gdzie drogowcy planują wybudować sygnalizację świetlną na dwóch skrzyżowaniach, a także ułożyć nowy chodnik | budowa trzech sygnalizacji świetlnych, budowa chodnika   | budowa azylu, budowa chodnika |
| Horbów            | Rogoźniczka                                        | Nowy Sławacinek   | Wólka Dobryńska                                       | Zalesie                                | Żabce | Żabice-Międzyrzec Podlaskie                              |                               |
| budowa chodnika   | budowa chodnika i wyznaczenie przejść dla pieszych | budowa chodnika   | wyznaczenie przejścia dla pieszych i jego oświetlenie | budowa chodnika                        | budowa chodnika | opracowanie projektu budowy chodnika ze ścieżką rowerową |                               |

Ponadto skrzyżowanie z drogą nr 3 na wysokości 67 km drogi krajowej nr 2 zostanie przebudowane w rondo. Modernizowany będzie też zjazd na drogę powiatową Szczaniec – Dąbrówka.
Ponadto na długości całej drogi w woj. łódzkim przebudowanych zostanie 9 skrzyżowań.
Droga krajowa nr 3 – ma ok. 500 km długości i przebiega południkowo z południa na północ Polski. Trasa biegnie od Świnoujścia do granicy w Jakuszycach. Przebiega przez obszar województw: zachodniopomorskiego, lubuskiego i dolnośląskiego. Na odcinkach Goleniów – Szczecin – Kijewo oraz Sulechów – Racula ma status drogi ekspresowej.
Ważniejsze miejscowości leżące na trasie Trójki: Świnoujście, Goleniów, Szczecin, Pyrzyce, Gorzów Wielkopolski, Skwierzyna, Międzyrzecz, Świebodzin, Sulechów, Zielona Góra, Nowa Sól, Nowe Miasteczko, Polkowice, Lubin, Legnica, Bolków, Jelenia Góra, Piechowice, Szklarska Poręba, Jakuszyce.
Droga krajowa nr 3 jest polską częścią międzynarodowego szlaku komunikacyjnego E65, łączącego Malmö w Szwecji z miejscowością Chania na Krecie i biegnącego przez jedenaście krajów: Szwecję, Polskę, Czechy, Słowację, Węgry, Chorwację, Bośnię i Hercegowinę, Czarnogórę, Serbię, Macedonię i Grecję.
| Lipiany                                             | Ławy                                      | Mironów                                                                 | Nowielin                                            | Przybiernów – Babigoszcz                  |
| --------------------------------------------------- | ----------------------------------------- | ----------------------------------------------------------------------- | --------------------------------------------------- | ----------------------------------------- |
| budowa azyli dla pieszych na przejściu dla pieszych | przebudowa skrzyżowania z drogą powiatową | budowa chodnika od skrzyżowania z drogą powiatową do zatoki autobusowej | budowa azyli dla pieszych na przejściu dla pieszych | przebudowa skrzyżowania z drogą powiatową |

Na całym odcinku Trójki w województwie dolnośląskim zaplanowano likwidację 16 przewiązek, montaż ponad 11 km barierek ochronnych i budowę prawie 1 km chodników. Przebudowane zostaną też trzy skrzyżowania.
- Droga krajowa nr 4 – ma 677 km długości i przebiega równoleżnikowo z zachodu na wschód Polski. Trasa biegnie od granicy w Jędrzychowicach do polsko-ukraińskiego przejścia granicznego w Kroczowej. Przebiega przez obszar województw: dolnośląskiego, opolskiego, śląskiego, małopolskiego i podkarpackiego. Znaczną jej część stanowi autostrada A4.

Ważniejsze miejscowości leżące na trasie Czwórki: Jędrzychowice, Zgorzelec, Bolesławiec, Krzywa, Legnica, Wrocław, Gliwice, Ruda Śląska, Katowice, Mysłowice, Jaworzno, Chrzanów, Kraków, Wieliczka, Bochnia, Brzesko, Tarnów, Pilzno, Dębica, Rzeszów, Łańcut, Jarosław, Radymno, Korczowa.
Droga krajowa nr 4 na znaczącym odcinku (Zgorzelec – Radymno) jest polską częścią międzynarodowego szlaku komunikacyjnego E40, łączącego wybrzeże Kanału La Manche z granicą kazachsko-chińską i biegnącego przez dziewięć państw: Francję, Belgię Niemcy, Polskę, Ukrainę, Rosja, Uzbekistan, Kazachstan i Kirgistan aż po granicę z Chinami.
| Brzesko                                                   | Chełm                                                                         | Dębno                                                                                            | Ładna                                             | Łukanowice                                                                | Wieliczka | Sułków                           | Duńkowice                                                                                      | Głuchów                                   |
| --------------------------------------------------------- | ----------------------------------------------------------------------------- | ------------------------------------------------------------------------------------------------ | ------------------------------------------------- | ------------------------------------------------------------------------- | --- | -------------------------------- | ---------------------------------------------------------------------------------------------- | ----------------------------------------- |
| przebudowa ronda i skrzyżowania z drogą wojewódzką nr 768 | budowa sygnalizacji świetlnej na skrzyżowaniu z drogą powiatową Chełm-Siedlce | przebudowa skrzyżowania poprzez wydzielenie lewoskrętów, dobudowę chodników i zatok autobusowych | oświetlenie skrzyżowań, budowa zatok autobusowych | budowa sygnalizacji świetlnej                                             | budowa sygnalizacji świetlnej na skrzyżowaniu z ul. Bogucką oraz budowa odcinków pięciu gminnych dróg dojazdowych na odcinku 15 km | budowa chodnika                  | montaż elementów odblaskowych i tablic ostrzegawczych, budowa oświetlenia przejść dla pieszych | budowa azylów na przejściach dla pieszych |
| Gwizdaj                                                   | Kosina                                                                        | Łańcut                                                                                           | Mirocin                                           | Piaski                                                                    | Radymno | Ropczyce                         | Wierzbna                                                                                       |                                           |
| budowa wysp brukowanych                                   | budowa wysp brukowanych, poprawa oznakowania na skrzyżowaniach                | budowa sygnalizacji świetlnej                                                                    | uspokojenie ruchu                                 | budowa azylu na przejściu dla pieszych, ograniczenie prędkości do 70 km/h | budowa azylów na przejściach dla pieszych                                                                                          | oświetlenie przejść dla pieszych | budowa wysp brukowanych, budowa oświetlenia przejść dla pieszych                               |                                           |

- Droga krajowa nr 5
- Droga krajowa nr 6
- Droga krajowa nr 7
- Droga krajowa nr 8

Ważniejsze miejscowości leżące na trasie Ósemki: Budzisko, Suwałki, Augustów, Białystok, Zambrów, Ostrów Mazowiecka, Wyszków, Radzymin, Warszawa, Mszczonów, Rawa Mazowiecka, Tomaszów Mazowiecki, Piotrków Trybunalski, Bełchatów, Wieluń, Wieruszów, Kępno, Syców, Oleśnica, Wrocław, Ząbkowice Śląskie, Bardo, Kłodzko, Polanica-Zdrój, Duszniki-Zdrój, Kudowa-Zdrój.